# Мешкі
Мешкі (пол. Meszki) — село в Польщі, у гміні Лосиці Лосицького повіту Мазовецького воєводства. Населення — 144 особи (2011).

## Історія
За даними етнографічної експедиції 1869—1870 років під керівництвом Павла Чубинського, у селі проживали лише греко-католики, які розмовляли українською мовою.
У 1975—1998 роках село належало до Білопідляського воєводства.

## Демографія
Демографічна структура станом на 31 березня 2011 року:
|          | Загалом | Допрацездатний вік | Працездатний вік | Постпрацездатний вік |
| -------- | ------- | ------------------ | ---------------- | -------------------- |
| Чоловіки | 78      | 18                 | 47               | 13                   |
| Жінки    | 66      | 13                 | 36               | 17                   |
| Разом    | 144     | 31                 | 83               | 30                   |